# Deltavleugel

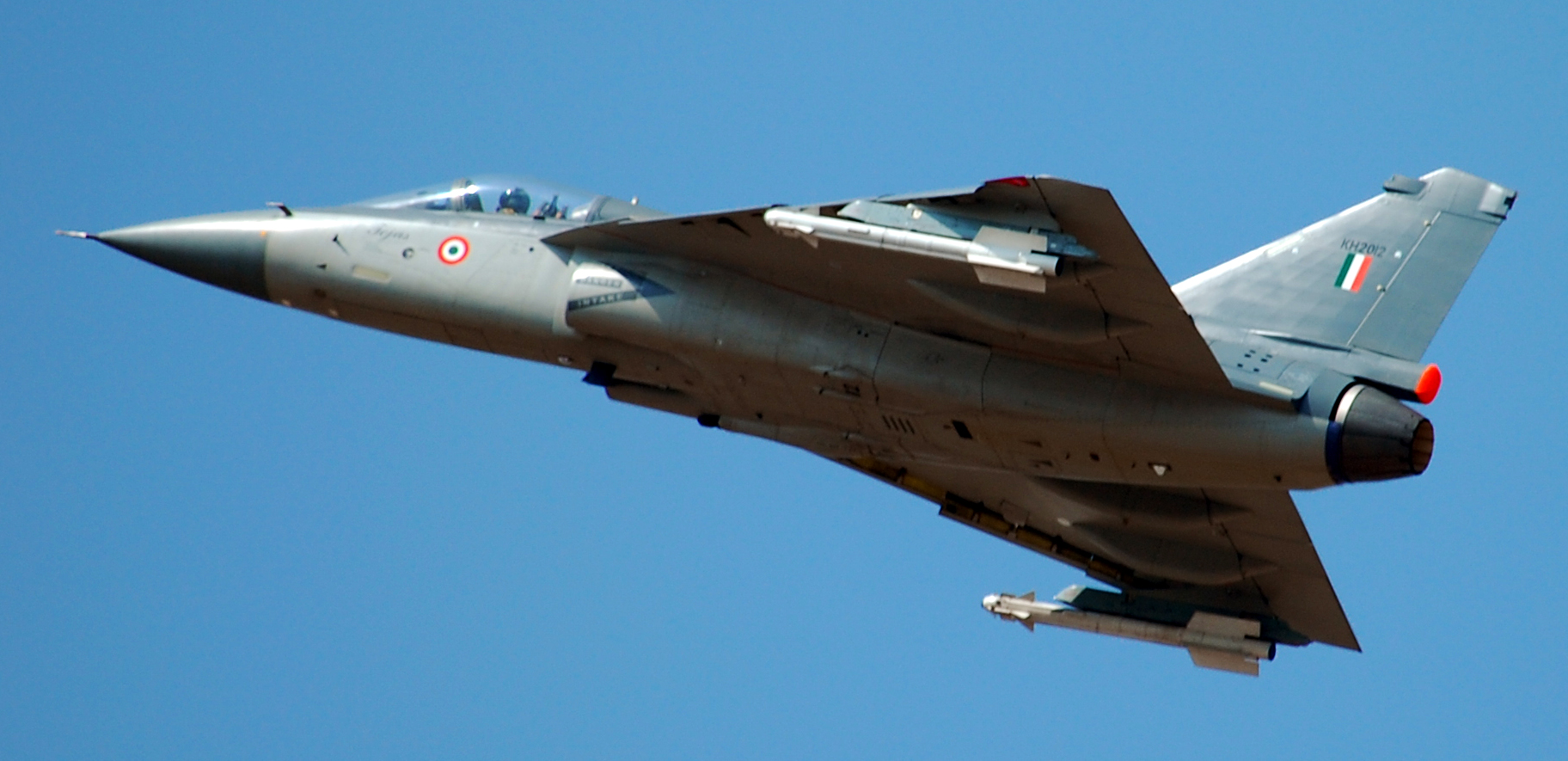
De HAL Tejas heeft een staartloze deltavleugel

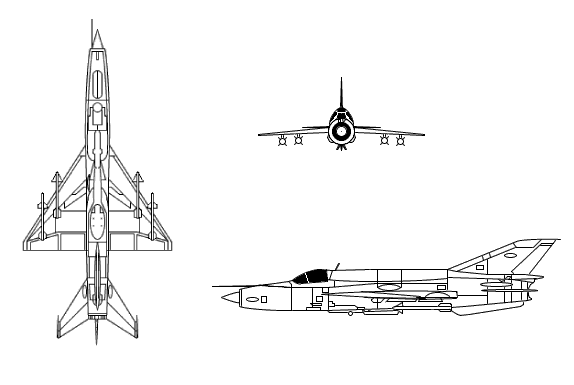
De MiG-21 had een deltavleugel met een conventionele staart

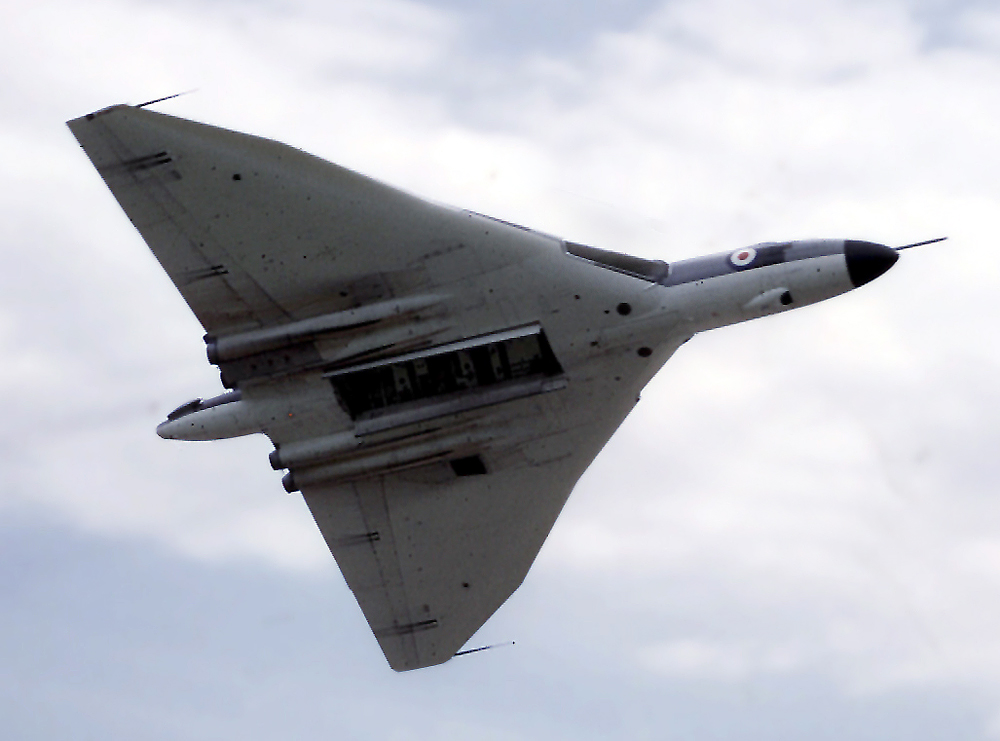
De Avro Vulcan-bommenwerper met een delta

De deltavleugel is een vliegtuigvleugel in de vorm van een driehoek. Hij is genoemd naar de vormgelijkenis met de Griekse hoofdletter delta (Δ).

## Geschiedenis

### Deltavormige stabilisatoren
Tussen 1529 en 1556 schreef Conrad Haas een boek over rakettechnologie, waarbij hij vuurwerk- en wapentechnologie combineerde. Dit manuscript werd in 1961 herontdekt. Het ging over de theorie van de beweging van meertrapsraketten, verschillende mengsels van vloeibare brandstof, en het introduceerde ook deltavormige stabilisatoren.
Hoewel het manuscript pas in 1961 werd ontdekt, werden dergelijke stabilisatoren ook al in de 17e eeuw voorgesteld door de Pools-Litouwse militaire technicus Kazimierz Siemienowicz.

### Deltavleugel
Deltavleugels werden voor het eerste praktisch gebruikt in de vorm van de zogenaamde "staartloze delta", dat wil zeggen zonder horizontaal staartvlak. In feite waren dit ook de eerste vliegende vleugels. Sommigen zijn van mening dat de ontwerpen van Cheranovsky, met een specifieke parabolische vorm, ook deltavleugels zijn. Hoe dan ook, Alexander Lippisch in Duitsland was de eerste die een driehoekige vleugel bouwde. Hij was de eerste die met een staartloos deltavliegtuig vloog (1931), waarna hij nog vier betere ontwerpen bouwde. Ze waren geen van alle gemakkelijk te besturen bij lage snelheden, en niemand zag een toekomst voor het ontwerp. Tijdens de oorlog onderzocht Lippisch een aantal onderscheppingsvliegtuigen met deltavleugels, aangedreven door een ramjet (soms met kolen), waarvan er één als prototype voor een zweefvliegtuig werd gebruikt.
Na de oorlog werd Lippisch meegenomen naar de Verenigde Staten, waar hij bij het bedrijf Convair werkte in Californië. Sommige hooggeplaatste ingenieurs van Convair raakten zeer geïnteresseerd in zijn ontwerpen voor de onderscheppingsjagers, en ze begonnen te werken aan een grotere testversie, bekend als de Convair XF-92. Hoewel het nooit in productie werd genomen, werd het prototype uitvoerig getest, en het ontwerp kreeg veel belangstelling van verschillende vliegtuigfabrikanten in diverse landen. Al gauw kwamen er veel vliegtuigontwerpen, vooral onderscheppers, met een deltavleugel. De staartloze delta werd een favoriet ontwerp voor hoge snelheden, en Dassault Aviation in Frankrijk gebruikte bijna alleen nog dit type. De Convair F-102 Delta Dagger was het eerste gevechtsvliegtuig ter wereld met een staartloze deltavleugel dat bij een luchtmacht dienstdeed.
Ondertussen ontwikkelden de Britten ook vliegtuigen gebaseerd op de gegevens van Lippisch, met name de strategische bommenwerper Avro Vulcan en het gevechtsvliegtuig Gloster Javelin. De Javelin had een staartvlak, om enkele van de zwakke punten van de zuivere delta op te vangen, de bestuurbaarheid bij lage snelheid en wendbaarheid bij hoge snelheid te verbeteren en een groter zwaartepuntbereik mogelijk te maken.
De configuratie van een delta met staart werd opnieuw toegepast door de TsAGI (Centraal Aero- en Hydrodynamisch Instituut, Moskou), om de voordelen van vliegen met een grote aanvlieghoek en van hoge snelheden te benutten. Deze configuratie werd gebruikt in de MiG-21 (Fishbed) en Soechoj Su-9/Su-11/15, waarvan tienduizenden gebouwd zijn door verschillende communistische landen.
Meer recent gebruikte Saab een canard-voorvlak vóór de hoofdvleugel van het Viggen-gevechtsvliegtuig. Doordat deze canard vlak vóór en iets boven de vleugel zit (een zogenaamde "close coupling"), verandert de luchtstroom over de vleugel, vooral tijdens bij vliegen bij grote aanvlieghoek. In tegenstelling tot de klassieke hoogteroeren in de staart, verhogen de canards de totale liftkracht, waardoor extreme manoeuvres mogelijk worden, de bestuurbaarheid bij lage snelheid verbetert en de landingssnelheid lager kan zijn. Het ontwerp werd overgenomen bij andere vliegtuigen, zoals de Eurofighter Typhoon.

## Voorbeelden
- Avro Vulcan
- Boeran (ruimteveer)
- Chengdu J-7 - een Chinese versie van de MiG-21
- Chengdu J-10
- Concorde
- Convair B-58 Hustler
- Convair F-102 Delta Dagger
- Convair F-106 Delta Dart
- Dassault Mirage III
- Dassault Mirage IV
- Dassault Mirage 2000
- Dassault Rafale
- Eurofighter Typhoon
- Gloster Javelin
- HAL Tejas
- Lockheed SR-71 (Blackbird)
- McDonnell Douglas A-4 Skyhawk
- Mikoyan-Gurevich MiG-21 "Fishbed"
- Saab J35 Draken
- Saab J37 Viggen
- Saab JAS39 Gripen
- Shenyang J-8
- Space Shuttle Orbiter
- Sukhoi Su-9 "Fishpot"
- Sukhoi Su-11 "Fishpot-C"
- Sukhoi Su-15 "Flagon"
- Tupolev Tu-144

### Onderzoeks- en testvliegtuigen
- Avro 707 (1949)
- Avro Canada CF-105 Arrow
- Boeing X-32
- Boulton Paul P.111 (1949)
- Boulton Paul P.120 (1952)
- Chengdu J-9
- Chengdu J-20
- Convair F2Y Sea Dart
- Convair XF-92
- Convair XFY
- Dyke Delta
- Fairey Delta 1 (1951)
- Fairey Delta 2 (1954)
- Handley Page HP.115
- Myasishchev M-50
- North American XB-70 Valkyrie
- Short SC.1
- Sukhoi T-4 / 100 Sotka